# Момчило Исић
Момчило Исић (Свилеува, 1952) српски је историчар.

## Биографија
Рођен у Свилеуви 1952. године. Основну школу је похађао у Свилеуви и Кумодражу. Учитељску школу у Београду завршио је 1972. године. 
На Филозофском факултету у Београду - Група за историју - дипломирао је 1977, а магистрирао 1983. године, одбраном тезе: Сељаштво Ваљевске области 1929-1941. 
На истом факултету докторирао је 1992. године, одбранивши дисертацију: Сељаштво у Србији 1918-1925.
По завршеном факултету, Исић је радио: као кустос-историчар у Народном музеју у Шапцу, Меморијалном музеју у Белој Цркви и Музеју града Београда, а као професор историје у Средњој школи за усмерено образовање и васпитање "Вељко Влаховић" у Коцељеви. У Институту за новију историју Србије запослен је од 1. априла 1986. године. Звање научног саветника стекао је 2001. године. 
Основне области истраживања су му историја сељаштва у Србији у првој половини 20. века и историја основног школства у Србији у 19. и 20. веку. 
Из тих области објавио је бројне расправе, студије и чланке, као и више монографија,од којих су најзначајније: 
- Сељаштво Ваљевске области 1929-1941, Ваљево, 1985;
- Сељаштво у Србији 1918-1925, Београд, 1995;
- Социјална и аграрна структура Србије у Краљевини Југославији, Београд, 1999;
- Сељаштво у Србији 1918-1941, књига 1, том 1 и 2 - Социјално-економски положај сељаштва, Београд, 2000, 2001;
- Писменост у Србији између два светска рата, Београд, 2001;
- Становништво Свилеуве у 19. веку, Свилеува, 2002;
- Основно школство у Тамнави 1820-1941, Уб, 2002;
- Основно школство у Србији 1918-1941, књ. 1 и 2, Београд, 2005;
- Основно школство у Подрињу 1914-1941, Београд, 2005;
- Основни школство у Посавотамнави 1914-1941, Београд, 2006;
- Сточарство у Посавотамнави у 19. веку, Владимирци, 2006;
- Сељанка у Србији у првој половини 20. века, Београд, 2008;
- Сељаштво у Србији 1918-1941, књ. 2 - Просветно-културни и верски живот, Београд, 2009;
- Материјално страдање основних школа у Србији за време Првог светског рата, Београд, 2010;
- Жена је темељ куће - Жена и породица у Србији током 20. века (коаутор Вера Гудац Додић), Београд, 2011;
- С НАРОДОМ, ЗА НАРОД, О НАРОДУ, Сретен Вукосављевић 1881-1960, Београд, 2012;
- УГАШЕН, А ДА НИЈЕ ЗАСИЈАО, Институт за изучавање села САНУ 1947-1954 , Београд, 2014;
- Радић, Радмила; Исић, Момчило (2015). Српска црква у Великом рату 1914-1918. Београд-Гацко: Филип Вишњић, Просвјета.